# Toyen
Toyen, eredetileg Marie Čermínová (Smíchov, 1902. szeptember 21. - Párizs, 1980. november 9.) festőnő.

## Toyen és az avantgárd
A festőnő 1921-től vett részt a prágai avantgárd köreinek tevékenységében. Absztrakt képeket festett; ezek már akkoriban Toyen később állandósult témáival foglalkoztak, nevezetesen a szorongással és a titokkal. Élettársával, Jindřich Štyrskývel együtt - akivel 1922-ben ismerkedett meg - Toyen részt vett a  Devětsil (kilenc erő) nevű csoport munkájában: ebben a kubizmus, az expresszionizmus és az absztrakció egyaránt éreztette hatását. Toyen első korszakában a népi hagyományok határozták meg a stílusát pl. a Táncosnők és a Három királyok című festményeken, később automatista kísérleteket folytatott. Az elsüllyedt hajó (1937) és A mocsár (1936) sponteanista alkotások és a lírai absztrakció előfutárai. Fokozatosan kerültek előtérbe a művésznél az álomképszerű kompozíciók, mint pl. az Északon (1931), meg a Vörös kísértet (1934): olyanok ezek a képek, mint holmi nyugtalanítóan elmosódott sziklarepedések.

## Toyen szürrealizmusa
A szürrealizmus Prágába is elérkezett; Breton és Eluárd 1934-ben látogatott el Csehszlovákia fővárosába (ahol a kommunista párt sajtója szívélyesen köszöntötte őket). A rákövetkező évben Toyen, Štyrskývel együtt Párizsba utazott. A szürrealizmushoz való hűsége, meg barátsága André Bretonnal immár visszavonhatatlan. Prágában, a D.37 nevű színházban, 1937-ben megrendezték a csehszlovák avantgardisták kiállítását František Muzika, Josef Síma, Jindřich Štyrský, Toyen és a képzeletvilág más ábrázolóinak munkáiból. A kiállított műveken a szürrealizmus leginkább figuratív irányzatának hatása érezhető. Toyen ebben a korszakában olyan képeket festett, mint az Iszonyat, meg a Látóhatár. Az Alvó lány (1937): a nézőnek hátat fordító lányka - kezében lepkehálót tart, és mintha a mennybolton állna. De a szemlélő felé nyitott iskolai köténye mögött - nincs semmi.
Toyen 1938-ban megrendezett nagy prágai kiállítása megmutatta, hogy a festőnő egy olyan kompozíciós módszer irányába fejlődött, amely egészen 1947-ig meglehetősen közel állott Magritte-éhoz és az álommásolókéhoz. De Toyen ilyen leleményei mindig meghökkentően egyszerűek, és valamiféle szomorú poézist, líraiságot tartalmaznak, amely kevésbé intellektuális, mint Magritte-nál.
Toyen 1945-ben, Prágában kiállította a háború nehéz éveiben, az illegalitásban festett képeit; 1947-ben, a párizsi Denise René-képtárban kiállítása pedig kevéssel előzte meg a festőnő végleges franciaországi letelepedését. Részt vett a szürrealisták párizsi csoportjának tevékenységében.
Toyen kevéssé ismert a beavatottak körén kívül. Festészetének lenyűgöző erejére azonban fokozatosan ráeszmélnek az érdeklődők. Sikerült egészen egyéni módon beillesztenie a figuratív utalást a tiszta képiség szuggesztív előterébe.

## Galéria
Az alvó lány (1937): https://web.archive.org/web/20160310091725/http://www.prague-information.eu/dsgn/img/obraz-toyen.jpg